# Orlec
Orlec (olaszul: Aquilonia) falu Horvátországban Tengermellék-Hegyvidék megyében. Közigazgatásilag Creshez tartozik.

## Fekvése
Cres szigetének középső részén részén, Cres városától légvonalban 9 km-re délre, a sziget keleti partjától 2 km-re egy 235 méter magas dombon fekszik.

## Története
A 16. század elején Dalmácia kontinentális részéről a török elől menekült horvátok által alapított település. Lakói eredetileg pásztorok voltak. Nevét onnan kapta, hogy környékén sasok (orlovi), azaz tulajdonképpen fakó keselyűk építettek fészkeket. Ez a vidék ma is a madárfaj védett területe.
A település a sziget többi részével együtt a 18. század végéig velencei, majd 1822-től osztrák uralom alatt állt. 1867 és 1918 között az Osztrák–Magyar Monarchia része volt. 1857-ben 305, 1910-ben 381 lakosa volt. Az Osztrák-Magyar Monarchia bukását rövid olasz uralom követte, majd a település a Szerb–Horvát–Szlovén Királyság része lett. A második világháború idején olasz csapatok szállták meg. A háborút követően újra Jugoszláviához került. 1991-ben az önálló horvát állam része lett. 2011-ben 93 lakosa volt.

## Lakosság
| Lakosság változása | Lakosság változása | Lakosság változása | Lakosság változása | Lakosság változása | Lakosság változása | Lakosság változása | Lakosság változása | Lakosság változása | Lakosság változása | Lakosság változása | Lakosság változása | Lakosság változása | Lakosság változása | Lakosság változása | Lakosság változása |
| ------------------ | ------------------ | ------------------ | ------------------ | ------------------ | ------------------ | ------------------ | ------------------ | ------------------ | ------------------ | ------------------ | ------------------ | ------------------ | ------------------ | ------------------ | ------------------ |
| 1857               | 1869               | 1880               | 1890               | 1900               | 1910               | 1921               | 1931               | 1948               | 1953               | 1961               | 1971               | 1981               | 1991               | 2001               | 2011               |
| 305                | 307                | 313                | 334                | 356                | 381                | 449                | 453                | 425                | 400                | 382                | 309                | 241                | 148                | 122                | 93                 |

## Nevezetességei
Remete Szent Antal tiszteletére szentelt plébániatemploma a 16. század elején épült. A 18. században és a 20. század elején átalakították.
Skulka egy őskori erődített település volt Orlec területén, mely körülötte épített öt, különböző elrendezésű sáncgyűrűn belül helyezkedik el. Falai nagyobb kőtömbökből, szárazon rakott technikával épültek. A sáncok külső külső kerülete mintegy 130 m. A bejárati kapu a legkönnyebben megközelíthető oldalon helyezkedik el, mely több fejlődési fázisban alakult ki. A régészeti kutatás közvetlenül a bejárati épület közelében, valamint a külső és a belső sánc között nagyobb mennyiségű kerámia- és csontanyagot, csont- és kőszerszámot talált, melyek a késő bronzkor és vaskor idejéből származnak.
A Szent Mihály-kápolna Orlec környékének egyik román stílusú kápolnája. Ezek a kápolnák olyan lelkipásztori lakások maradványai, amelyeket a 16. század óta Orlec települése váltott fel. A kápolna tönkrement, a falak és a palával borított félkör alakú apszis azonban megmaradt. Egy falazott kőoltárt és falazott oltárelválasztó falat  is megtartották, de átrendezték és megerősítették. A téglalap alakú portál monolit áthidalóval és ajtófélfákkal rendelkezik. A bejárat ferde spalettái e kápolna keltezését valamivel korábbi időszakra datálják.
A Szent János-kápolna az egyik olyan román stílusú kápolna Orlec területén, amelyet a 12. és a 13. században építettek. Az egyhajós, keletelt épület, félkör alakú apszissal rendelkezik. Az épületet rétegesen rakott, faragott kövekből, míg az apszist diadalívét vakolt, durván faragott kövekből építették. A portál téglalap alakú, vakolt kerettel, az oromzat harangtornya részben összeomlott. A fa tetőszerkezet is részben összeomlott. Az elülső falak nyeregtetős előtetőkkel, szélfogókkal vannak lezárva, hogy megvédjék a fatetőt a széltől. Az apszis belsejében található többrétegű mészbevonatok alatt vöröses falikép nyoma látható.
Védett épület az Orlec 7. szám alatti olajprésmalom, egy nyeregtetős kőépület, nyitott mennyezettel. Berendezése olajbogyó zúzó berendezésből és egy olajprésből áll, melyek jól mutatják az olajbogyók hagyományos feldolgozási módját.
A Batajni 106. szám alatt egy hagyományos pásztorszállás látható. Egy lakóépületből, egy gazdasági épületből áll, melynek részei egy istálló és egy „mrgara” komplexum, melyek egy száraz falú, elkerített területek a juhok fejésére és nyírására. Ismert adatok szerint ez a pásztorlakás minden bizonnyal már a 16. században is létezett, de a korábbi keltezés sem kizárt.